# Holoplatys grassalis
Holoplatys grassalis là một loài nhện trong họ Salticidae. Loài này được phát hiện ở Tây Úc.